# Karel Jiřík
Karel Jiřík (26. října 1930 Janovice nad Úhlavou – 25. května 2015 Ostrava) byl český historik a archivář, dlouholetý pracovník a ředitel Archivu města Ostravy. Zabýval se především regionální historií Ostravska, pod jeho vedením byly zpracovány obsáhlé Dějiny Ostravy.

## Život
Karel Jiřík se narodil v Janovicích nad Úhlavou. Po maturitě na klatovském reálném gymnáziu v roce 1950 odešel studovat historii a archivnictví na Filozofické fakultě Karlovy univerzity v Praze. Po ukončení studia v roce 1955 nastoupil jako odborný referent pro archivy národních výborů a Státní archiv pražského kraje na archivní oddělení Krajské správy ministerstva vnitra v Praze. Za jeho vedení se okresní archivy bývalého Pražského kraje brzy dostaly mezi nejlepší v tehdejší ČSR a některé z nich vydaly první tištěné průvodce po svých fondech a sbírkách (OA v Nymburce, Mladé Boleslavi, Českém Brodě a Kolíně). Inicioval (spolu s dr. J. Tywoniakem) rovněž založení Středočeského sborníku historického a podnítil také vydání dvou svazků Historicko-vlastivědné bibliografie a sborníku Z dějin dělnického hnutí na Kladensku, na jehož přípravě se podílel s ředitelem Okresního archivu v Kladně.
V roce 1961 přišel do Ostravy, když využil nabídky stanout v čele tamního městského archivu, jenž se krátce před jeho příchodem přesunul z Nové radnice do objektu bývalé radnice v Přívoze. Zde jej čekaly rozsáhlé organizační a archivní úlohy související se soustřeďováním archivního materiálu a doplňováním archivní knihovny. V roce 1962 se musel ujmout navíc ještě funkce městského kronikáře a zpracovat zápisy za rok 1962 a zčásti též za rok 1963.
Za nedílnou součást své profese vnímal pokládal využívání a zpracování archiválií pro vlastní vědeckou práci. Obdobně jako v předchozím působišti v Praze prosadil vydávání historického sborníku k dějinám a rozvoji města, který nazval Ostrava. Jeho první svazek vyšel v roce 1963. V roce 1965 v rámci oslav 20. výročí osvobození Ostravy zpracoval a zredigoval tematickou publikaci s rozsáhlou obrazovou přílohou Osvobození Ostravy ve světle kronik a vzpomínek. Seznamovala se strategií a průběhem tzv. ostravské operace a hlavně s osvobozovacími boji v jednotlivých částech města. V jubilejním roce 1967 inicioval konání oslav k 700. výročí založení města Ostravy, na jejichž průběhu se podílel jako člen předsednictva oslav a tajemník ediční komise. Vydal rovněž průvodce po fondech a sbírkách s názvem Městský archiv v Ostravě.
K samotné události založení Ostravy redakčně připravil bibliofilský tisk Závěť olomouckého biskupa Bruna, na jejímž zpracování se podíleli univerzitní profesoři Z. Kristen, J. Šebánek a L. Hosák. Nejvelkorysejším počinem jubilejního roku bylo ovšem vydání prvních moderních dějin města. Jiříkem (a B. Pitronovou) redigované Dějiny Ostravy zpracoval kolektiv profesionálních historiků z Ostravy, Olomouce a Brna. Jiřík sám se podílel jako autor dějin měst a obcí připojených k Moravské Ostravě. Dílo sklidilo u odborné veřejnosti i mezi občany Ostravy velký ohlas a bylo záhy zcela rozebráno. V rámci oslav proběhlo také první celostátní archivní symposium k problematice městských a okresních archivů v Ostravě. V jubilejním roce Jiřík vystoupil v několika rozhlasových pořadech (nejznámějí Ostravské vteřiny) a absolvoval řadu přednášek a besed o dějinách města. Seriál popularizačních článků byl zveřejňován rovněž v místním tisku (Nové svobodě).
Rozsáhlá publikační a veřejná činnost v 60. letech učinila z Jiříka v Ostravě známou osobnost. Avšak jeho články o T. G. Masarykovi, o vzniku ČSR, podpis dovětku 2000 slov, a zejména jeho nekompromisní postoj k vojenské invazi do ČSSR v srpnu 1968 způsobily, že byl v srpnu 1968 z funkce ředitele městského archivu odvolán. Ostravská radnice si byla patrně vědoma jeho odborných kvalit, primátor města E. Foltýn prosadil, aby Jiřík mohl v archivu i nadále pracovat. Byla mu však zakázána veškerá veřejná a publikační činnost a znemožněno získání vědecké hodnosti kandidáta věd.
Publikace Ostrava 1918–1968 připravená spolu s V. Jiříčkem k 50. výročí vzniku ČSR sice ještě stačila v roce 1970 vyjít, bylo však zakázáno její distribuování. Stejný osud pak v roce 1971 postihl sborník Ostrava socialistická, věnovaný období let 1945–1970. Jiříkovo jméno muselo téměř na dvacet let zmizet ze všech publikací o Ostravě a nejedna jím zpracovaná studie byla vydána pod jménem spolupracovníků, pod dívčím jménem manželky, pod jménem nového ředitele archivu či pod označením "kolektiv." To byl i případ v r. 1974 připravené publikace Slovenské národní povstání a Ostrava, v níž byl poprvé popsán osud ostravských policistů, tvořících největší českou organizovanou skupinu v SNP.
Pod cizím jménem vydal i publikaci 100 let požární ochrany v Ostravě (1972), historické úvody k Plánům města Ostravy (1985) a jako člen autorského kolektivu se podílel na významné publikaci Hrady, zámky a tvrze v Čechách, na Moravě a ve Slezsku II – Severní Morava (1983). Bez uvedení autorství byla publikována řada jeho dalších článků a příspěvků v různých historických a vlastivědných periodikách. V těchto letech se věnoval zejména inventarizaci a katalogizaci kmenových fondů ostravského městského archivu.
Po politickém převratu v listopadu 1989 byl dr. Jiřík plně rehabilitován a k 1. březnu 1990 znovu jmenován do funkce ředitele ostravského městského archivu. Funkci vykonával do dobna 1992, kdy se ujal psaní městské kroniky, jehož výsledkem je devět svazků, mapujících léta 1988–1994. Dokončil rovněž monografii Městská nemocnice Ostrava v proměnách času 1848–1998, na níž pracoval několik let.
Vedením města byl jmenován do funkce okresního zmocněnce vládní komise pro analýzu událostí let 1967–1970 a stal se členem mnoha odborných komisí města Ostravy, členem výboru České archivní společnosti, Vědecké rady Ostravské univerzity, redakční rady Vlastivědných listů a ostravského nakladatelství Sfinga.
V roce 1993 vyšly jeho zásluhou modernější a rozsáhlejší Dějiny Ostravy, za níž obdržel autorský kolektiv v roce 1996 Cenu města Ostravy. Z jeho iniciativy vyšlo v roce 1998 dílo Svědectví o roce 1968 s podtitulem Studie, vzpomínky, dokumenty. Publikace sklidila zasloužený ohlas a Jiříkovi byla udělena Cena E. E. Kische za významné dílo literatury faktu.
I v průběhu 90. let se účastnil řady významných akcí v životě Ostravy. inicioval zřízení technického muzea, postavení pomníku T G. Masarykovi a třem spojeneckým letcům zastřeleným gestapem v Ostravě v roce 1944. Podílel se na přejmenování některých ulic po významných činitelích a rodácích, na soupisu a odstraňování komunistických symbolů na různých prostranstvích města, rehabilitaci a povýšení perzekvovaných účastníků zahraničního odboje apod.

## Dílo (výběr)

### Publikace
- Dějiny Ostravy. Ostrava: Profil, 1967. 768 s.
- Památníky, pomníky a hroby osvoboditelů 1945. Ostrava: Archiv města Ostravy, 1991. 76 s.
- Dějiny Ostravy. Ostrava: Sfinga, 1993. 811 s. ISBN 80-85491-39-7. (spolueditor Jaroslav Bakala)
- Rok 1968 a počátky normalizace v Ostravě. Praha: Ústav pro soudobé dějiny AV ČR, 1997. 46 s. (spoluautoři Alois Knop a Radim Prokop)
- Svědectví o roce 1968 v Ostravě. Studie, vzpomínky, dokumenty. Šenov u Ostravy: Tilia, 1998. 423 s. ISBN 80-86101-14-2.
- Městská nemocnice Ostrava v proměnách času 1848–1998. Šenov u Ostravy: Tilia pro Městskou nemocnici v Ostravě, 2002. 327 s. ISBN 80-86101-54-1.
- Trojice 1894. K stodesátému výroční hornického krveprolití ve Slezské Ostravě. Šenov u Ostravy: Tilia, 2004. 231 s. ISBN 80-86101-92-4.
- Ostravští hasiči aneb, Co jste hasiči, co jste dělali. Ostrava: Repronis, 2008. 74 s. ISBN 978-80-7329-178-5.
- Život a dílo Petra Cingra (1850–1920). Ostrava: Universitas Ostraviensis, 2015. 390 s. ISBN 978-80-7464-788-8 (spoluautor Stanislav Knob)

### Studie
- První automobily na Ostravsku nevítanými hosty na silnicích a ulicích měst. In: Vlastivědné listy Slezska a Severní Moravy. Roč. 16, č. 1 (1990), s. 18–21
- Skandální poměry v ostravských hospodách na počátku 20. století. In: Ostrava: příspěvky k dějinám a současnosti Ostravy a Ostravska. Sv. 16. Ostrava: Tilia, 1991, s. 263–275.
- Frakční činnost předválečných členů KSČ v Ostravě v letech 1968-1969. In: O sovětské imperiální politice v Československu v letech 1945–1968: sborník příspěvků. Olomouc: Vydavatelství Univerzity Palackého, 1995, s. 25–41.
- Union banka Ostrava, a. s. Největší regionální banka na severní Moravě a ve Slezsku. In: Vlastivědné listy Slezska a Severní Moravy Roč. 21, č. 2 (1995), s. 29–30.
- Zvláštnosti vývoje a skladby obyvatel Ostravy na pozadí hospodářských a sociálních proměn po roce 1945. In: Ostrava: příspěvky k dějinám a současnosti Ostravy a Ostravska. Sv. 18. Ostrava: Tilia, 1997, s. 46–87. (spoluautor Radim Prokop)
- Osudy zrušené obecní a státní nemocnice ve Slezské Ostravě v letech 1891–1933. In: Časopis Slezského zemského muzea. Série B - vědy historické. 47, č. 3 (1998), s. 225–242.
- Salesiáni v Ostravě. In: Vlastivědné listy Slezska a Severní Moravy. Opava: Matice slezská 24, č. 1 (1998), s. 33–35.
- Národní dům v Moravské Ostravě – symbol českého Ostravska (1893–1918). In: Ostrava: příspěvky k dějinám a současnosti Ostravy a Ostravska. Sv. 19. Ostrava, 1999, s. 184–203.
- Státní převrat na Ostravsku v roce 1918 ve vzpomínkách pamětníků. In: Ostrava: příspěvky k dějinám a současnosti Ostravy a Ostravsku. Sv. 19. Ostrava, 1999, s. 402–427.
- Stav bytové a sociální péče v ostravsko-karvinském revíru v roce 1894. In: Těšínsko: vlastivědný časopis okresů Frýdek-Místek a Karviná. Roč. 42, č. 4 (1999), s. 17–24.
- Šestinásobný vrah A. Schimek z Oder – postrach Severní Moravy a Slezska. In: Vlastivědné listy Slezska a Severní Moravy. Opava: Matice slezská 26, č. 1, (2000), s. 18–20.
- Moravská Ostrava pod vodou v roce 1880. Dobová svědectví. In: Vlastivědné listy Slezska a Severní Moravy. Opava: Matice slezská 26, č. 2 (2000), s. 18–20.
- Hutní úřednické a dělnické kolonie a kasárny v Ostravě. In: Ostrava: příspěvky k dějinám a současnosti Ostravy a Ostravska. Sv. 20. Ostrava: Tilia, 2001, s. 304–344.
- Poslední dny života Leoše Janáčka na Hukvaldech a v Moravské Ostravě. In: Vlastivědné listy Slezska a Severní Moravy Roč. 28, č. 1 (2002), s. 28–30.
- Boj o založení české školy pro 12 tisíc Čechů ve Vítkovicích. In: Sborník prací Filozofické fakulty Ostravské univerzity. Profesoru Milanovi Myškovi k sedmdesátinám. Ostrava: Ostravská univerzita Ostrava č. 10 (2003), s. 157–164.
- Předčasná okupace Moravské Ostravy už 14. března 1939. In: Slezský sborník. Acta Silesiaca. Čtvrtletník pro vědy o společnosti 101, č. 3 (2003), s. 285–305.
- Vítkovice – nejvíce germanizovaná obec v Předlitavsku. In: Ostrava: příspěvky k dějinám a současnosti Ostravy a Ostravska. Sv. 21. Ostrava: Tilia, 2003, s. 162–196.
- Vliv poválečné industrializace Ostravy na životní prostředí města (1945–1989). In: Pocta profesoru Zdeňku Jindrovi. K sedmdesátým narozeninám. Praha: Univerzita Karlova, 2003, s. 211–218.
- Největší železniční neštěstí na Ostravsku v Suchdole nad Odrou v roce 1952. In: Vlastivědné listy Slezska a Severní Moravy 32, č. 1, (2006) s. 25–29.
- Největší politický proces v Ostravě. In: Ostrava: příspěvky k dějinám a současnosti Ostravy a Ostravska. Sv. 23. Ostrava: Tilia, 2007, s. 45–97.
- Soukromý léčebný ústav (sanatorium) MUDr. Leopolda Kleina v Moravské Ostravě (1910–1939). In: Ostrava: příspěvky k dějinám a současnosti Ostravy a Ostravska. Sv. 23. Ostrava, 2007, s. 476–489.
- Závodní nemocnice Vítkovických železáren – největší v habsburské monarchii (1840–1920). In: Ostrava: příspěvky k dějinám a současnosti Ostravy a Ostravska. Sv. 25. Ostrava: Tilia, 2011, s. 197–227.
- Účast ostravských poslanců Petra Cingra a Arnošta Bernera na největší obstrukci v poslanecké sněmovně říšské rady ve Vídni v roce 1897. In: Ostrava: příspěvky k dějinám a současnosti Ostravy a Ostravska. Sv. 28. Ostrava: Tilia, 2014, s. 191–205.